# Pinzimonio

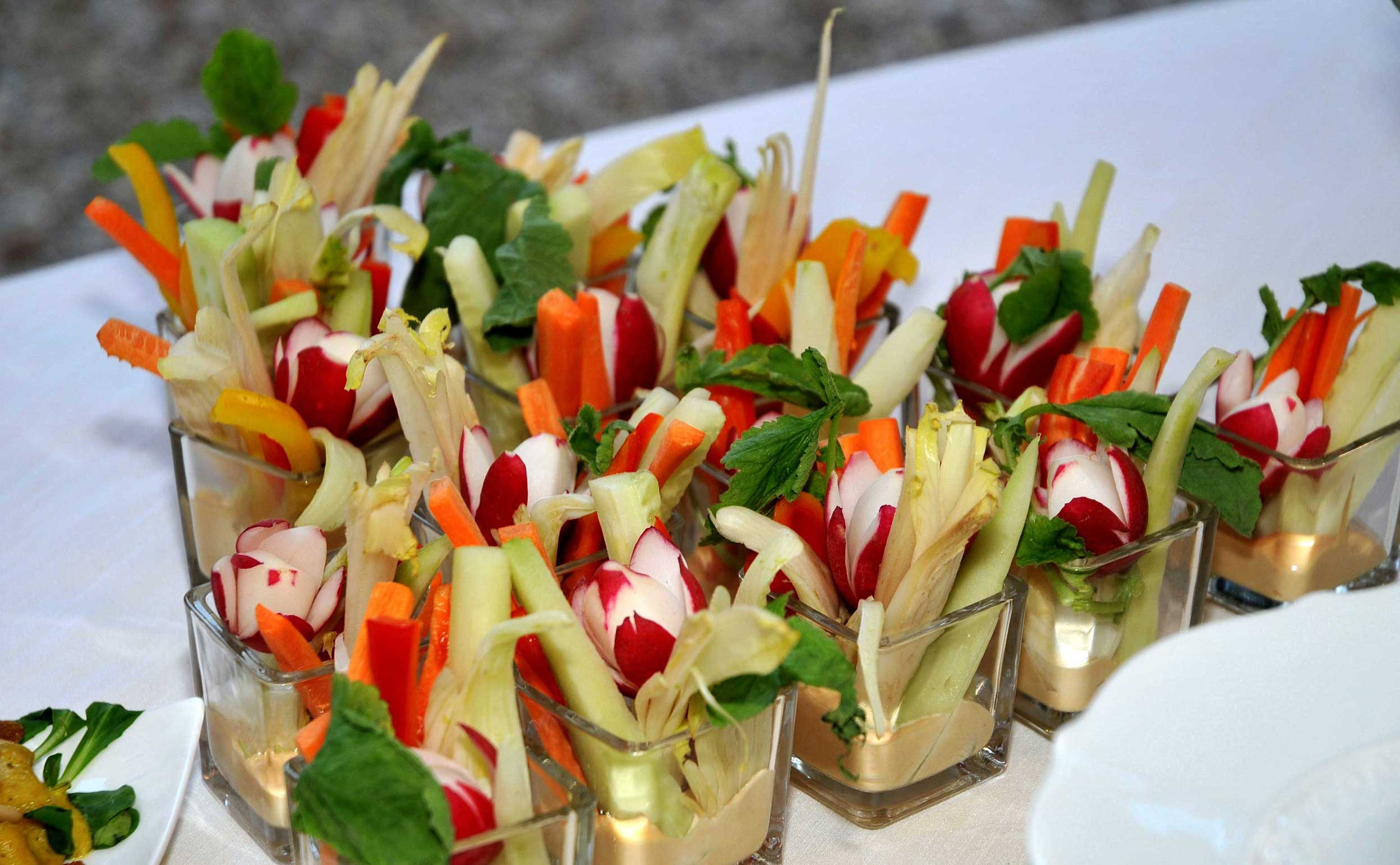
Pinzimonio

Le pinzimonio est une recette de crudités d'Italie à base de légumes crus découpés et trempés dans une sauce à base d'huile d'olive, sel, poivre et de citron ou de vinaigre. Il peut être considéré comme un hors-d’œuvre.

## Origine du nom
Le mot pinzimonio est une contraction de l'italien pinzare qui signifie « pincer », et matrimonio qui signifie « mariage ».

## Recette
Le pinzimonio est un hors-d’œuvre italien qui peut être mangé durant le repas du midi ou pour commencer le souper.

### Légumes utilisés
Les légumes utilisés sont le fenouil, le céleri, la carotte, la courgette, le poivron, l'oignon, le concombre, le radicchio, le radis ou tout légume de saison pouvant se manger cru,,.

### Sauce
La sauce est une émulsion d'huile d'olive, de jus de citron, de sel et de poivre. On peut y rajouter du vinaigre, de la moutarde et de la levure ou encore de la bière selon la recette.